# Supercontinuo

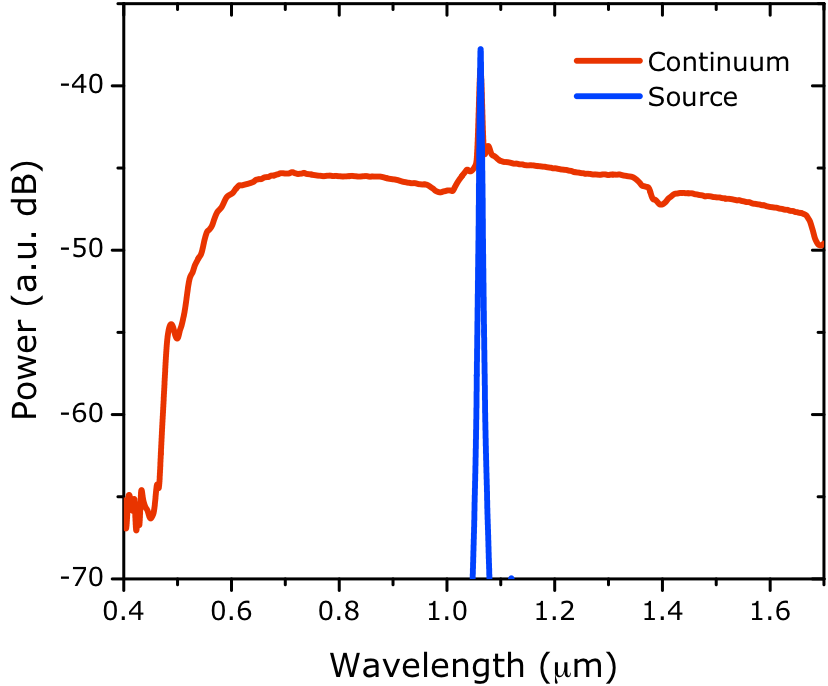
Figura 1. Um espectro típico de supercontinuo. A linha azul mostra o espectro da fonte da bomba lançada em uma fibra de cristal fotônica, enquanto a linha vermelha mostra o espectro de supercontinuo resultante gerado após a propagação pela fibra.

Em óptica, um supercontinuo é formado quando uma coleção de processos não lineares atua em conjunto sobre um feixe de bomba, a fim de causar um alargamento espectral grave do feixe de bomba original, por exemplo, usando uma fibra óptica microestruturada. O resultado é um contínuo espectral suave (consulte a figura 1 para um exemplo típico). Não há consenso sobre o quanto a ampliação constitui um supercontinuo; no entanto, pesquisadores publicaram trabalhos reivindicando tão pouco quanto 60nm de ampliação como um supercontinuo. Também não há acordo sobre o nivelamento espectral necessário para definir a largura de banda da fonte, com autores usando algo entre 5dB e 40dB ou mais. Além disso, o termo supercontinuum em si não obteve ampla aceitação até este século, com muitos autores usando frases alternativas para descrever seus contínuos durante as décadas de 1970, 1980 e 1990.

## Geração de supercontinuo
A geração de supercontinuum é quando a intensa luz laser de uma cor viaja dentro de um material, semelhante ao vidro, e se expande em um espectro de cores. O efeito permite que os cientistas produzam luz em cores personalizadas para aplicações específicas em setores como bioimagem, comunicações ópticas e investigações essenciais de materiais.
Em 2020, os cientistas descobriram um método para alcançar a chamada geração de supercontinuum. Usando o processo, os cientistas foram capazes de gerar uma ampla gama de cores a partir de um único laser.